# Крістіан Вернс
Крістіан Вернс (нім. Christian Wörns, нар. 10 травня 1972, Мангайм) — німецький футболіст, що грав на позиції захисника. Відомий, зокрема, виступами за «Баєр», дортмундську «Боруссію», а також національну збірну Німеччини. 

## Клубна кар'єра
Народився 10 травня 1972 року в місті Мангайм. Вихованець футбольної школи клубу «Вальдгоф». Дорослу футбольну кар'єру розпочав 1989 року в основній команді того ж клубу, в якій провів два сезони, взявши участь у 52 матчах чемпіонату. 
Своєю грою за цю команду привернув увагу представників тренерського штабу клубу «Баєр 04», до складу якого приєднався 1991 року. Відіграв за команду з Леверкузена наступні сім сезонів своєї ігрової кар'єри. Більшість часу, проведеного у складі «Баєра», був основним гравцем захисту команди. За цей час виборов титул володаря Кубка Німеччини.
Протягом 1998—1999 років захищав кольори команди клубу «Парі Сен-Жермен».
1998 року перейшов до клубу «Боруссія» (Дортмунд), за який відіграв 10 сезонів.  Граючи у складі «Боруссії» також здебільшого виходив на поле в основному складі команди. За цей час додав до переліку своїх трофеїв титул чемпіона Німеччини. Завершив професійну кар'єру футболіста виступами за команду «Боруссія» (Дортмунд) у 2008 році.

## Виступи за збірну
1992 року дебютував в офіційних матчах у складі національної збірної Німеччини. Протягом кар'єри у національній команді, яка тривала 14 років, провів у формі головної команди країни 66 матчів.
У складі збірної був учасником чемпіонату Європи 1992 року у Швеції, де разом з командою здобув «срібло», чемпіонату світу 1998 року у Франції, розіграшу Кубка конфедерацій 1999 року у Мексиці, чемпіонату Європи 2004 року у Португалії.

## Титули і досягнення
«Баєр»:
- Чемпіонат Німеччини
  - Срібний призер (1): 1996–97
- Кубок Німеччини
  - Володар (1): 1992–93

 «Парі Сен-Жермен»:
- Суперкубок Франції
  - Володар (1): 1998

 «Боруссія»:
- Чемпіонат Німеччини
  - Чемпіон (1): 2001–02
- Кубок Німеччини
  - Фіналіст (1): 2007–08

 Збірна Німеччини:
- Чемпіонат Європи
  - Фіналіст (1): 1992